# Gråbrynad sparv
Gråbrynad sparv (Arremon assimilis) är en fågel i familjen amerikanska sparvar inom ordningen tättingar.

## Utseende
Gråbrynad sparv är en knubbig fågel med olivgrön ovansida och vit undersida, på flankerna gråaktig. Huvudet är tydligt streckat i svart och grått. Könen är lika.

## Utbredning och systematik
Gråbrynad sparv delas upp i fyra underarter med följande utbredning:
- Arremon assimilis larensis – förekommer i Anderna i västra Venezuela (västra Lara och västra Táchira)
- Arremon assimilis assimilis – förekommer i Anderna från Colombia till västra Venezuela, Ecuador och nordvästra Peru
- Arremon assimilis nigrifrons – förekommer i Anderna i sydvästra Ecuador (El Oro och Loja) och nordvästra Peru
- Arremon assimilis poliophrys – förekommer i Anderna i centrala och sydöstra Peru (Huánuco, Junín och Cuzco)

Tidigare betraktades den som en underart till A. torquatus. Den senare har dock delats upp i ett flertal arter efter studier som visade på skillnad i genetik, läten, utseende och ekologi.

### Familjetillhörighet
Tidigare fördes de amerikanska sparvarna till familjen fältsparvar (Emberizidae) som omfattar liknande arter i Eurasien och Afrika. Flera genetiska studier visar dock att de utgör en distinkt grupp som sannolikt står närmare skogssångare (Parulidae), trupialer (Icteridae) och flera artfattiga familjer endemiska för Karibien.

## Levnadssätt
Gråbrynad sparv hittas i bergstrakter på mellan 1500 och 3000 meters höjd, men kan lokalt ses ner till 500 meter över havet. Par födosöker i undervegetation i bergsskogar, ofta på eller mycket nära marken.

## Status och hot
Arten har ett stort utbredningsområde, men tros minska i antal, dock inte tillräckligt kraftigt för att den ska betraktas som hotad. Internationella naturvårdsunionen IUCN listar arten som livskraftig (LC).